# Чженькан
23°45′54″ пн. ш. 98°49′38″ сх. д. / 23.76495° пн. ш. 98.82712° сх. д.
Чженькан (кит. 镇康县, пін. Zhènkāng Xiàn) — один із повітів КНР у складі префектури Ліньцан, провінція Юньнань. Адміністративний центр — містечко Наньсань.

## Географія
Чженькан лежить на заході Юньнань-Гуйчжоуського плато. Північним кордоном повіту слугує річка Салуїн.

### Клімат
Повіт знаходиться у зоні, котра характеризується океанічним кліматом субтропічних нагір'їв. Найтепліший місяць — червень із середньою температурою 23,4 °C. Найхолодніший місяць — січень, із середньою температурою 11,6 °С.
| Клімат повіту Чженькан  | Клімат повіту Чженькан | Клімат повіту Чженькан | Клімат повіту Чженькан | Клімат повіту Чженькан | Клімат повіту Чженькан | Клімат повіту Чженькан | Клімат повіту Чженькан | Клімат повіту Чженькан | Клімат повіту Чженькан | Клімат повіту Чженькан | Клімат повіту Чженькан | Клімат повіту Чженькан | Клімат повіту Чженькан |
| Показник                | Січ.                   | Лют.                   | Бер.                   | Квіт.                  | Трав.                  | Черв.                  | Лип.                   | Серп.                  | Вер.                   | Жовт.                  | Лист.                  | Груд.                  | Рік                    |
| Середній максимум, °C   | 22,6                   | 24,4                   | 27,5                   | 29,3                   | 29,3                   | 28,4                   | 27,5                   | 28,6                   | 28,4                   | 27,2                   | 24,6                   | 22,4                   | 26,7                   |
| Середня температура, °C | 11,6                   | 13,4                   | 16,8                   | 19,9                   | 22,2                   | 23,4                   | 23,1                   | 23,3                   | 22,4                   | 20,3                   | 16,2                   | 12,6                   | 18,8                   |
| Середній мінімум, °C    | 5                      | 5,6                    | 8,5                    | 12,6                   | 17,1                   | 20,4                   | 20,7                   | 20,5                   | 19,4                   | 16,9                   | 12                     | 7,7                    | 13,9                   |
| Норма опадів, мм        | 12.5                   | 24.5                   | 21.3                   | 58.4                   | 173.9                  | 267.6                  | 344.1                  | 282.2                  | 190.9                  | 156.2                  | 69.9                   | 18.1                   | 1619.6                 |
| Вологість повітря, %    | 79                     | 74                     | 69                     | 70                     | 78                     | 86                     | 89                     | 88                     | 87                     | 87                     | 86                     | 85                     | 81.5                   |
| ----------------------- | ---------------------- | ---------------------- | ---------------------- | ---------------------- | ---------------------- | ---------------------- | ---------------------- | ---------------------- | ---------------------- | ---------------------- | ---------------------- | ---------------------- | ---------------------- |
| Джерело: data.cma.cn    |                        |                        |                        |                        |                        |                        |                        |                        |                        |                        |                        |                        |                        |